# Europs fervida
Europs fervida es una especie de coleóptero de la familia Monotomidae.

## Distribución geográfica
Habita en Florida y Texas (Estados Unidos) y México.